# Porteiras
Porteiras is een gemeente in de Braziliaanse deelstaat Ceará. De gemeente telt 15.058 inwoners (schatting 2009).
De gemeente grenst aan Brejo Santo en Jardim.